# Pik Talgar
Pik Talgar är ett nordligt liggande berg i bergskedjan Tian Shan i Kazakstan. Berget är namngivet efter floden och staden Talgar. Berget är med sina 4 979 meter ö.h. det högsta i Trans-Ili Alatau, den nordliga utlöparen av Tian Shan.
Pik Talgar ligger nära Almaty, landets tidigare huvudstad. Denna belägenhet gör berget till en populär destination för bergsbestigare.
Olika alternativa höjder anges ibland för berget, inklusive 4 937 och 5 017 meter ö.h. och